# John Roberts

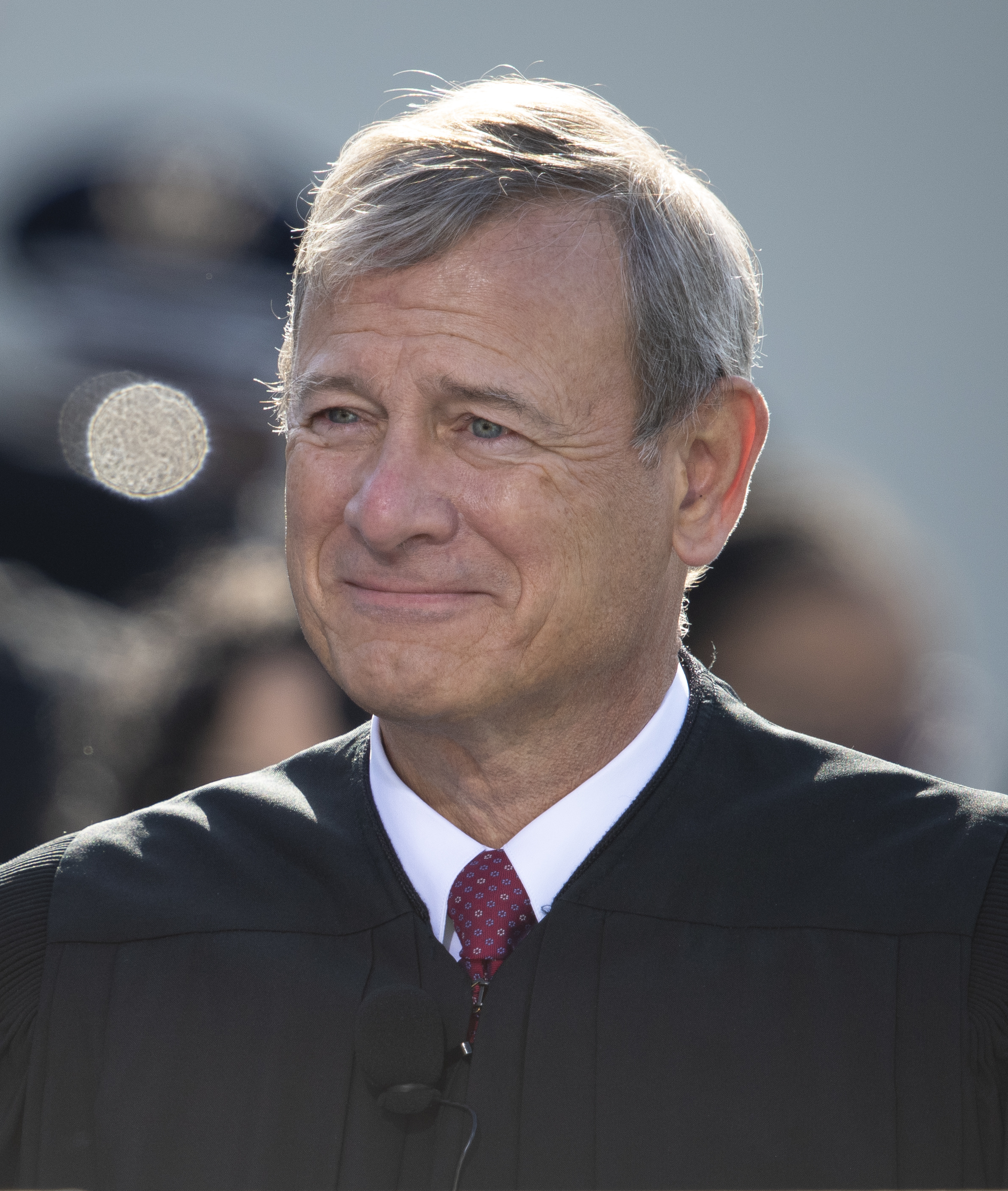
John Roberts (2021)

John Glover Roberts, Jr. (* 27. Januar 1955 in Buffalo, New York) ist ein US-amerikanischer Jurist. Er ist seit dem 29. September 2005 Chief Justice of the United States und damit Leiter der Bundesgerichte und Vorsitzender des Obersten Gerichtshofs der Vereinigten Staaten.

## Leben
John Roberts ist das zweitälteste Kind von John G. Roberts, Sr. und seiner Ehefrau Rosemary (geborene Podrasky) und hat drei Schwestern. Sein Vater war Direktor der Bethlehem Steel Corporation, wo er seit 1951 arbeitete. Als John die zweite Klasse besuchte, zog die Familie nach Long Beach im US-Bundesstaat Indiana am Michigansee.
1973 schloss er die La Lumiere School in LaPorte ab, ein katholisches Jungeninternat. Dort lernte er unter anderem sechs Jahre Latein und Französisch. Roberts war Co-Kapitän des American-Football-Teams und beschrieb sich selbst als „langsamer Linebacker“ (slow-footed linebacker). Ebenso war er Ringer, Mitherausgeber der Schülerzeitung, Mitglied des Sportbeirates und Vorstandsmitglied des Schülerrates. Darüber hinaus sang er im Chor und spielte im Theater.
Nach dem Highschool-Abschluss studierte Roberts zwei Jahre an der Sacred Heart University in Fairfield, Connecticut, und wechselte anschließend an die Harvard University. Dort erhielt er seinen Bachelor of Arts in Geschichte mit summa cum laude. Anschließend besuchte er die Harvard Law School, wo er 1979 mit magna cum laude abschloss.
John Roberts ist seit 1996 mit der Rechtsanwältin Jane Marie Sullivan verheiratet und hat zwei adoptierte Kinder, Jack und Josie.
2005 gab Roberts gemäß Veröffentlichungs- und Berichtspflichten für öffentliche Amtsträger an, ein Jahreseinkommen von 1.044.399 USD zu beziehen, neben umfangreicher Investments in Aktien pharmazeutischer und technischer Werte sowie einer 1/8 Beteiligung an einem Landhaus in Irland und dem Erbbesitz seiner Ehefrau in Grundstücken von weniger als 15.000 USD.
2006 wurde er in die American Academy of Arts and Sciences gewählt.

## Karriere

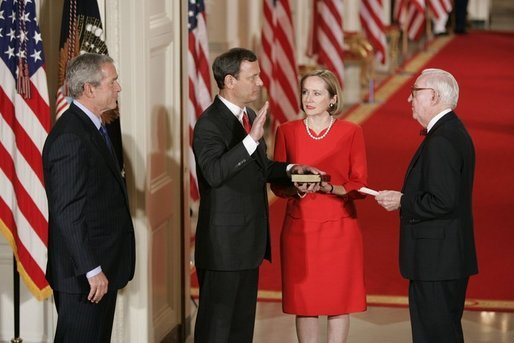
Der dienstälteste Richter am Obersten Gerichtshof, John Paul Stevens, nimmt John Roberts im Weißen Haus den Amtseid ab. Dessen Ehefrau Jane sowie US-Präsident George W. Bush schauen zu. (2005)

Nach seinem Abschluss wurde Roberts Justizangestellter von Henry Friendly am Bundes-Appellationsgericht für den zweiten Gerichtskreis und blieb dort ein Jahr. Von 1980 bis 1981 war er unter William H. Rehnquist Angestellter im Supreme Court und von 1981 bis 1982 war er Assistent des Justizministers William French Smith (Reagan-Regierung).
Danach wurde er Assistent des Rechtsberaters des Präsidenten unter Fred F. Fielding und blieb dies bis 1986. Anschließend wurde er angestellter Rechtsanwalt der Kanzlei Hogan & Hartson in Washington. Er verließ sie 1989, um wieder ins Justizministerium als stellvertretender Generalstaatsanwalt für Prozessvertretung zu wechseln. Als solcher war er in 39 Fällen vor dem Supreme Court und konnte 25 davon gewinnen. Während der Monopolklage gegen Microsoft vertrat er 19 US-Bundesstaaten.
1992 wurde er von Präsident George Bush sr. für das Berufungsgericht des District of Columbia nominiert, allerdings kam es zu keiner Abstimmung darüber im Senat, da der Präsident die Wahl verlor. Roberts kehrte zu Hogan & Hartson zurück und wurde Chef für Berufungsverfahren.
2001 wurde er von Präsident George W. Bush als Richter für das Berufungsgericht des District of Columbia nominiert; der Rechtsausschuss des Senats lehnte ihn aber ab. 2003 wurde er wieder, als Nachfolger von James L. Buckley, nominiert. Seine Berufung wurde vom Rechtsausschuss und Plenum des Senats bestätigt. Am 2. Juni 2003 trat er seinen Posten an. Von 2003 bis 2005 war er Richter am Bundes-Appellationsgericht für den District of Columbia.
Am 19. Juli 2005 wurde er von Bush jr. zunächst als Nachfolger der scheidenden Sandra Day O’Connor am Supreme Court nominiert. Roberts gilt laut Time Magazine als „Mainstream Conservative“, und so drehte sich die Debatte um die politische Grundhaltung von Roberts und daraus resultierende zukünftige Entscheidungen des Supreme Courts sowie die möglichen Auswirkungen auf das öffentliche Leben in den USA.
Am 5. September 2005 änderte der Präsident die Nominierung. Roberts sollte als Oberster Richter den verstorbenen William H. Rehnquist ersetzen. Der Senat bestätigte seine Nominierung am 29. September 2005 und Roberts wurde daraufhin im Weißen Haus vereidigt.
Dem gewählten Präsidenten Barack Obama, der als Senator 2005 gegen ihn gestimmt hatte, nahm Roberts am 20. Januar 2009 den Amtseid ab, las den kurzen Text aber falsch vor.
Gemäß der Verfassung der Vereinigten Staaten leitete John Roberts vom 16. Januar 2020 bis zum 5. Februar 2020 das Amtsenthebungsverfahren gegen US-Präsident Donald Trump im Senat.

## Rechtsprechung und Positionen
Obwohl Roberts als klassischer Konservativer gilt, votierte er 2012 als einziger der konservativen Richter für die Verfassungsmäßigkeit der umstrittenen Gesundheitsreform Barack Obamas. Damit gab sein Votum zusammen mit den vier Stimmen der linkeren („liberalen“) Richter den Ausschlag in der knappen 5:4-Entscheidung des Supreme Courts. Auch 2015 votierte er für die Gesundheitsreform, die Entscheidung fiel mit 6:3 Stimmen weniger knapp aus.
Im November 2018 wies Roberts eine pauschale Justizschelte von US-Präsident Trump zurück, mit der dieser auf eine juristische Niederlage vor einem Bundesgericht reagiert hatte. Es wurde als ungewöhnlich angesehen, dass
er sich in seiner Position überhaupt äußerte und darüber hinaus so deutlich.
Roberts stimmte gegen einen von der Trump-Regierung unterstützten Antrag, das Wahlergebnis in verschiedenen von Joe Biden gewonnenen Bundesstaaten zugunsten von Trump zu ändern.
Im Juni 2022 wurde vom Obersten Gerichtshof unter Roberts’ Vorsitz der Fall Dobbs v. Jackson Women’s Health Organization entschieden. Gegenstand des Verfahrens war eine bestimmte Ausgestaltung eines Abtreibungsverbots nach der 15. Schwangerschaftswoche in Mississippi. In der Urteilsbegründung wird die Entscheidung Roe v. Wade als „ungeheuer falsch und zutiefst schädlich“ bezeichnet und aufgehoben. In diesem Urteil von 1973 war entschieden worden, dass Schwangere über Abbruch oder Fortführung der Schwangerschaft grundsätzlich selbst entscheiden können. Obwohl Roberts in Dobbs v. Jackson die Mehrheitsmeinung teilte, dass die Regelung von Mississippi verfassungskonform sei, kritisierte er die Begründung und formulierte ein Sondervotum. Darin vertrat er die Auffassung, dass es für die Entscheidung des Falles nicht erforderlich sei, das Urteil in Roe v. Wade in Gänze aufzuheben. Die Verfassungsmäßigkeit des verhandelten Abtreibungsverbots lasse sich auch ohne eine Entscheidung über Roe vs. Wade begründen. Zudem solle das Recht, eine Schwangerschaft abzubrechen, weit genug gehen, um eine vernünftige Wahlmöglichkeit zu gewährleisten, aber nicht weiter. Die Mehrheit erklärte dagegen auch Regelungen anderer Bundesstaaten für verfassungsgemäß, die das Ungeborene ab Beginn der Schwangerschaft schützen.  In dem Rechtsstreit Allen v. Milligan - 599 U. S. 1 -  zur  Anwendung des  Voting Rights Act im Zusammenhang mit dem Neuzuschnitt von Kongresswahlbezirken in Alabama stellte sich Roberts im Jahr 2023 erwartungswidrig auf die Seite der liberalen Richter.
2024 entschied Roberts mit Clarence Thomas, Samuel Alito und den von Trump ernannten Richtern in einem Trump betreffenden Verfahren, dass der US-Präsident auch nach Ablauf seiner Amtszeit immun gegen Strafverfolgung für offizielle Handlungen sei, was Sonia Sotomayor in ihrem abweichenden Urteil mit einem Monarchen verglich, der über dem Gesetz stehe.
Am 18. März 2025, nachdem Trump mit einem Amtsenthebungsverfahren gegen einen Bundesrichter drohte, der die Deportation angeblicher venezolanischer Gangmitglieder blockiert hatte, kritisierte Roberts, dass Trumps Drohung keine angemessene Reaktion sei. Es sei seit über zwei Jahrhunderten gängige Praxis, dass ein Amtsenthebungsverfahren „keine passende Antwort auf Streit über eine richterliche Entscheidung ist“, und dass das „normale Berufungsverfahren für einen solchen Zweck existiere“, so Roberts.